# اودراوا
اودراوا (به چکی: Odrava) یک منطقهٔ مسکونی در جمهوری چک است که در ناحیه خب واقع شده‌است. اودراوا ۱۲٫۶۴ کیلومتر مربع مساحت و ۲۱۸ نفر جمعیت دارد و ۴۲۲ متر بالاتر از سطح دریا واقع شده‌است.